# 메이플라워의 개척자들
《메이플라워의 개척자들》(영어: Saints & Strangers)은 미국의 2부작 미니시리즈 드라마이다. 메이플라워 호의 항해 이야기와 순례자들의 미국에서의 첫 1년에 대한 연대기, 1621년의 첫 추수감사절에 대한 내용을 담고 있다. 내셔널 지오그래픽 채널을 통해 방영이 되었고 2015년 11월 22일에 첫 상영이 되었다.

## 출연
- 레이 스티븐슨 - 스티븐 홉킨스[1]
- 애나 캠프 - 도로시 브래드포드[1]
- 마이클 집슨 - 마일스 스탠디시[1]
- 빈센트 카트하이저 - 윌리엄 브래드퍼드[1]
- 론 리빙스턴 - 존 카버[1]
- 너태샤 매켈혼 - 엘리자베스 홉킨스[1]
- 타탄카 민스 - 호바목[1]
- 브라이언 F. 오번 - 존 빌링턴[1]
- 칼라니 쿠에이포 - 스콴토[1]
- 마이클 그레이아이스 - 카노니쿠스
- 배리 슬론 - 에드워드 윈슬로[1]
- 라울 트루히요 - 마사소이트[1]
- 델 자모라 - 아스피넷
- 베르 틴덜 - 존 하울랜드[1]
- 크리스 파울러 - 존 앨던